# آگوستوس جان
آگوستوس ادوین جان (به انگلیسی: Augustus Edwin John) (زادهٔ ۴ ژانویه ۱۸۷۸ - درگذشتهٔ ۳۱ اکتبر ۱۹۶۱) طراح و نقاش ولزی بود. کولی‌ها و ماهیگیران از موضوعات مورد علاقهٔ جان برای نقاشی بودند اما شهرت او به دلیل نقاشی‌های پرتره‌اش بود. پرترهٔ تعداد زیادی از شخصیت‌های مشهور سیاسی، اشرافی و هنری معاصر همچون توماس ادوارد لورنس، جورج برنارد شاو و توماس هاردی توسط آگوستوس جان کشیده شده‌اند.

## زندگینامه
آگوستوس جان در چهارم ژانویهٔ ۱۸۷۸ در تنبی ولز زاده شد. پدرش از وکلای ولزی بود و جان را برای ادامهٔ تحصیل در هفده سالگی به مدرسهٔ هنرهای زیبای اسلید در لندن فرستاد. در اینجا بود که شیوهٔ طراحی منحصربه فرد او آشکار گردید. جان در طول دوران تحصیلش فردی آرام و ساکت بود اما در ۱۸۹۷ و با گسترش موج فرهنگ بوهمی او نیز به جرگهٔ هنرمندان انقلابی پیوست و سنت‌های هنری سدهٔ نوزدهمی را به چالش کشید.
جان نخستین نمایشگاهش را در ۱۸۹۹ برپا کرد، در ۱۹۰۱ ازدواج نمود و در ۱۹۰۳ با دوروتی مک‌نیل آشنا شد. مک‌نیل مدل نقاشی جان بود و پس از درگذشت همسر او در ۱۹۰۷ با جان ازدواج نمود. در ۱۹۱۰ جان شیفتهٔ سبک پست‌امپرسیونیسم شد و به پرووانس سفر کرد و بسیاری از تابلوهای منظرهٔ قابل توجهش را در سال بعد خلق نمود. خلاقیت و ذوق هنری جان در کارهایش سبب شد تا او در ۱۹۱۴ به شهرتی بین‌المللی دست یابد.
پس از پایان جنگ جهانی اول، آگوستوس جان به نقاشی پرتره روی آورد و پرترهٔ بسیاری از افراد مشهور و ثروتمند همچون توماس ادوارد لورنس (معروف به لورنس عربستان)، جورج برنارد شاو، توماس هاردی، دیلان تامس، ویلیام باتلر ییتس و لیدی گرگوری توسط او کشیده شده است.
آگوستوس جان همچنین نشان لیاقت هنر (Order of Merit) را در ۱۹۴۲ دریافت نمود.